# Golfe de Fos
Le golfe de Fos ou golfe de Fos-sur-Mer est un golfe du littoral méditerranéen, qui s'enfonce entre l'étang de Berre et le delta du Rhône au nord-ouest de Marseille. Il tient son nom de la ville portuaire de Fos-sur-Mer situé dans le fond du golfe.

## Géographie
Ce golfe comprend les principales installations portuaires du Grand Port Maritime de Marseille (dont des terminaux à conteneurs, minéraliers, pétroliers et gaziers) qui occupe la majeure partie du littoral du golfe (nord-ouest) et est environné par de nombreuses industries chimiques, pétrolières ou gazières mais également par des réserves naturelles et des zones humides dont le parc naturel régional de Camargue. 
Il est fermé à l'ouest par le Grand Rhône et les theys de Roustan et de la Gracieuse et à l'est par le cap Couronne. Plusieurs canaux aboutissent dans le golfe : le canal de Caronte (au nord-est) entre Port-de-Bouc et Martigues le relie à l'étang de Berre, le canal de navigation d'Arles à Port-de-Bouc (au nord-ouest), le canal de navigation Saint-Louis (à l'ouest) relié au Rhône par un bassin et une écluse au gabarit maritime, le petit canal qui le relie à l'étang de l'Estomac (anciens salins) et le canal de drainage du Vigueirat   
Les communes donnant sur le golfe sont, d'ouest en est, Port-Saint-Louis-du-Rhône, Fos-sur-Mer, Port-de-Bouc et Martigues (mais la ville même de Martigues donne elle sur l'étang de Berre).